# Eurytoma argentata
Eurytoma argentata är en stekelart som beskrevs av Cameron 1884. Eurytoma argentata ingår i släktet Eurytoma och familjen kragglanssteklar.
Artens utbredningsområde är:
- Guatemala.
- Guyana.

Inga underarter finns listade i Catalogue of Life.